# Guitera-les-Bains
Guitera-les-Bains település Franciaországban, Corse-du-Sud megyében. Lakosainak száma 157 fő (2022. január 1.). Guitera-les-Bains Bastelica, Corrano, Frasseto, Tasso, Zévaco és Zicavo községekkel határos.

## Népesség
A település népességének változása:
| Lakosok száma | 157  | 134  | 81   | 110  | 139  | 147  | 148  | 151  | 152  | 157  |
|               | 1968 | 1982 | 1990 | 2006 | 2013 | 2015 | 2017 | 2019 | 2020 | 2022 |